# Salomvár
Salomvár là một thị trấn thuộc hạt Zala, Hungary. Thị trấn này có diện tích 16,11 km², dân số năm 2010 là 608 người, mật độ 38 người/km².